# Небло
Небло (словен. Neblo) — поселення в общині Брда, Регіон Горишка, Словенія. Висота над рівнем моря: 130,5 м.